# Sơn Trà, Hương Sơn
Sơn Trà là một xã thuộc huyện Hương Sơn, tỉnh Hà Tĩnh, Việt Nam.
Xã Sơn Trà có diện tích 7,28 km², dân số năm 2009 là 2.952 người, mật độ dân số đạt 405 người/km².